# 清州韓氏

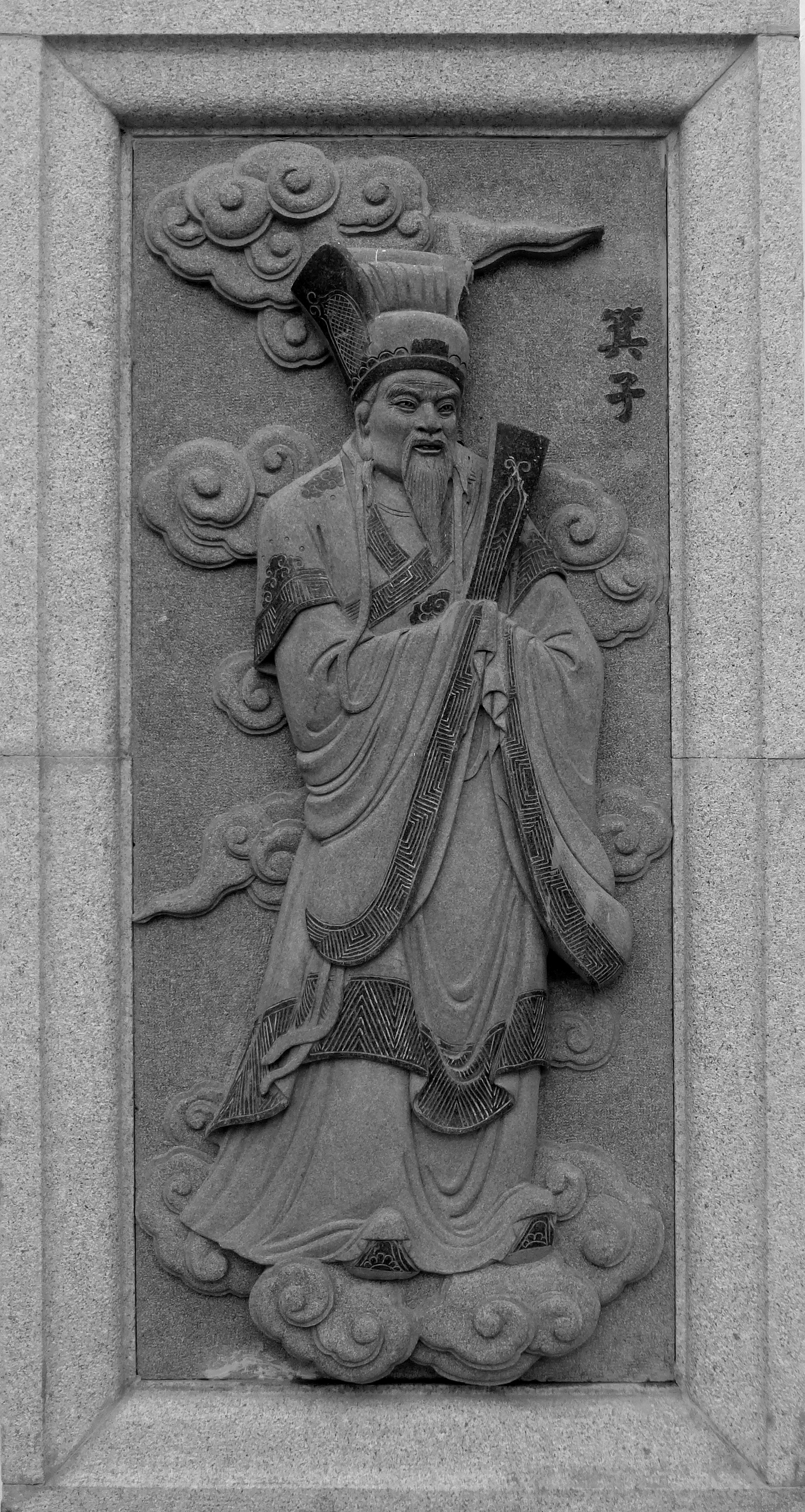
箕子

清州韓氏（チョンジュハンし、せいしゅうかんし、朝鮮語: 청주 한씨）は、朝鮮の氏族の一つ。本貫は忠清北道清州市である。2015年の調査では752,689人。韓国で第10位の氏族集団である。
始祖は、箕子朝鮮の最後の王準王の7代孫の箕勲の3人の子のうちの箕友諒の32代孫の韓蘭である。なお、友諒の兄の友平は北原鮮于氏（太原鮮于氏）の開祖、弟の友誠は徳陽奇氏（幸州奇氏）の開祖となった。

## 人口分布
2015年統計によると、多くの自治体の総人口に占める比例が1%〜2%であり、全羅北道郡部、忠清南道西部、済州島など2%を超える地域もある。全国で総人口に占める比例が最も高い地域は仁川広域市江華郡（2,738人、総人口の4.73%）である。